# Burnett Guffey
Burnett Guffey (* 26. Mai 1905 in Del Rio, Tennessee, USA; † 30. Mai 1983 in Goleta, Kalifornien, USA) war ein US-amerikanischer Kameramann.

## Leben
Burnett Guffey wuchs in der Kleinstadt Etowah im Südosten von Tennessee auf und wurde 1923, gerade 18 Jahre alt geworden, bei einem Urlaub in Kalifornien entdeckt, und als Kameraassistent für das Filmdrama The Courtship of Myles Standish verpflichtet. Danach ging es auf der Karriereleiter schnell bergauf. Nach einigen wenig erfolgreichen Stummfilmen nahm ihn 1928 Paramount unter Vertrag, so dass Guffey bereits 1929 seinen ersten Film, den Kurzfilm Fairways and Foul fotografierte. In den 1930er bzw. zu Beginn der 1940er Jahre wurde Guffey als Kameraoperator für die Produktion von Spielfilmen von Regisseuren, darunter John Ford und Fritz Lang, eingesetzt, darunter 1935 Der Verräter von Ford.
Guffeys Karriere begann erst ab Mitte der 1940er Jahre zu florieren, als ihm der endgültige Absprung vom Kameraassistenten zum Chef-Kameramann gelang. Einer seiner ersten bekannten Filme war das 1953 produzierte Kriegsdrama Verdammt in alle Ewigkeit, für das Guffey 1954 seinen ersten Oscar in der Kategorie Beste Kamera erhielt. Es sollte Guffey erst 1968 erneut gelingen – dieses Mal für Bonnie und Clyde von 1967 – eine weitere Goldstatue für sich zu beanspruchen. Insgesamt wurde Guffey zwischen 1954 und 1968 fünf Mal für den Oscar nominiert. Zusätzlich übernahm Guffey von 1957 bis 1958 den Vorsitz der American Society of Cinematographers (ASC).
Burnett Guffey hat bei über 90 Filmen hinter der Kamera gestanden, ehe er sich zu Beginn der 1970er Jahre ins Privatleben zurückzog. Er starb kurz nach seinem 77. Geburtstag einen natürlichen Tod.

## Filmografie (Auswahl)
- 1927: Rivalen des Ozeans (The Yankee Clipper) (Kamera-Assistent)
- 1947: Abgekartetes Spiel (Framed)
- 1948: Opium (To the Ends of the Earth)
- 1948: Die Geliebte des Marschalls (The Gallant Blade)
- 1949: Der Mann, der herrschen wollte (All the King's Men)
- 1949: Schweigegeld für Liebesbriefe (The Reckless Moment)
- 1949: Vor verschlossenen Türen (Knock on Any Door)
- 1949: Alarm in der Unterwelt (The Undercover Man)
- 1950: Ein einsamer Ort (In a Lonely Place)
- 1950: Verurteilt (Convicted)
- 1951: Zwei von einer Sorte (Two of a Kind)
- 1952: Der unsichtbare Schütze (The Sniper)
- 1952: Budapest antwortet nicht (Assignment – Paris!)
- 1952: Skandalblatt (Scandal Sheet)
- 1953: Verdammt in alle Ewigkeit (From Here to Eternity)
- 1954: Lebensgier (Human Desire)
- 1954: Hölle 36 (Private Hell 36)
- 1955: In die Enge getrieben (Tight Spot)
- 1956: Schmutziger Lorbeer (The Harder They Fall)
- 1957: Fahrkarte ins Jenseits (Decision at Sundown)
- 1958: Leben ist Lüge (Lonelyhearts)
- 1959: April entdeckt die Männer (Gidget)
- 1959: Sie kamen nach Cordura (They Came to Cordura)
- 1961: Der unheimliche Mr. Sardonicus (Mr. Sardonicus)
- 1962: Der Gefangene von Alcatraz (Birdman of Alcatraz)
- 1962: Kid Galahad – Harte Fäuste, heiße Liebe (Kid Galahad)
- 1964: Leih mir deinen Mann (Good Neighbor Sam)
- 1965: Sie nannten ihn King (King Rat)
- 1967: Bonnie und Clyde (Bonnie and Clyde)
- 1967: Wie man Erfolg hat, ohne sich besonders anzustrengen (How to Succeed in Business Without Really Trying)
- 1969: Die Irre von Chaillot (The Madwomen of Challiot)
- 1970: Die große weiße Hoffnung (The Great White Hope)

## Auszeichnungen

### Oscar
Auszeichnungen
- 1954, für: Verdammt in alle Ewigkeit (From Here to Eternity)
- 1968, für: Bonnie und Clyde (Bonnie and Clyde)

Nominierungen
- 1956, für: Schmutziger Lorbeer (The Harder They Fall)
- 1962, für: Der Gefangene von Alcatraz (Birdman of Alcatraz)
- 1965, für: Sie nannten ihn King (King Rat)

### Sonstige
- 1950: Golden-Globe-Award-Nominierung, für: Der Mann, der herrschen wollte (All the King's Men)